# Kwame Dandillo

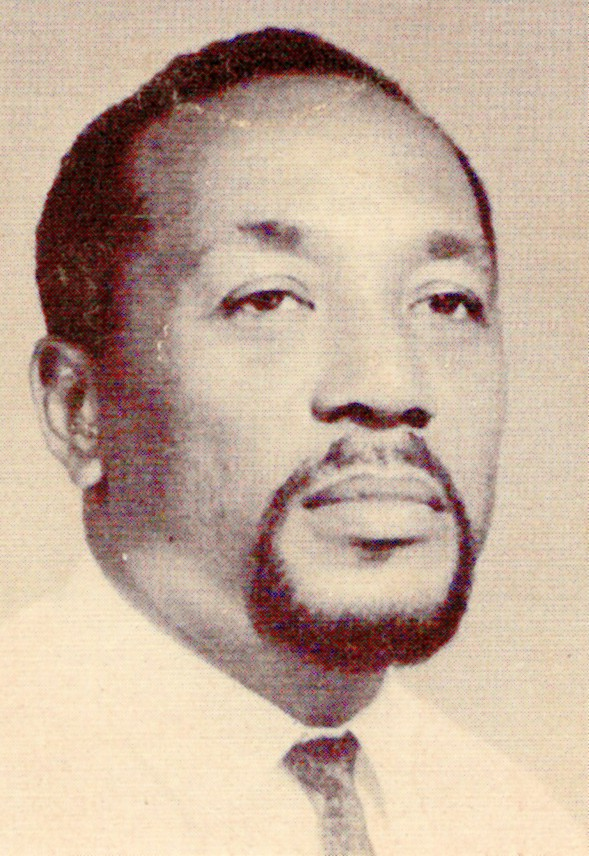
Kwame Dandillo

Kwame Dandillo, pseudoniem van George Humphrey Nelson (Pieter) Polanen (Paramaribo, 6 mei 1922 – aldaar, 6 september 1970) was een Surinaams dichter.
Pieter Polanen was een Korea-ganger, hij werkte bij de Douane en als ambtenaar bij het minister van Algemene Zaken. Hij sloot zich aan bij Wie Eegie Sanie en werd wegens gezagsondermijning ontslagen als ambtenaar; met enkele anderen pleegde hij op 14 april 1959 een nogal klungelige, mislukte aanslag op J.A. Pengel.
Kwame Dandillo publiceerde twee poëziebundels Reti feti [Rood gevecht] (1962) en Palito (1970, herdruk in Nederland 1973 - de titel verwijst naar een bepaalde vouwwijze van een creoolse hoofddoek). Ze geven afwisselend zeer ingetogen en fel sociaal bewogen gedichten tegen de armoede en vol vrijheidsdrang, merendeels oorspronkelijk verwoord.
Zijn oudere broer Desi Polanen was van 1970 tot 1974 Gevolmachtigd minister van Suriname in Nederland.

## Over Kwame Dandillo
- Michiel van Kempen, Een geschiedenis van de Surinaamse literatuur. Breda: De Geus, 2003, deel II, pp. 842-845.